# Chiesa dell'Ossario dei caduti
La chiesa dell'Ossario dei caduti è una chiesa di Foggia.
Progettata nel 1928 e inaugurata nel 1931, fu costruita all'interno del cimitero monumentale di Foggia da Arnaldo Foschini. Al suo interno ospita due piani, uno terreno ed uno sotterraneo, in quello terreno vengono celebrate le messe, in quello sotterraneo vi sono numerose tombe.
Accanto alla chiesa, oltre alle cappelle private poste in tutto il cimitero, c'è una cappella pubblica, la più grande del cimitero, dove vengono celebrate delle messe, la cappella della  Santissima Annunziata, costruita nel XX secolo, e all'interno della quale sono presenti, come nella chiesa dell'Ossario dei caduti, delle tombe.

## Galleria d'immagini

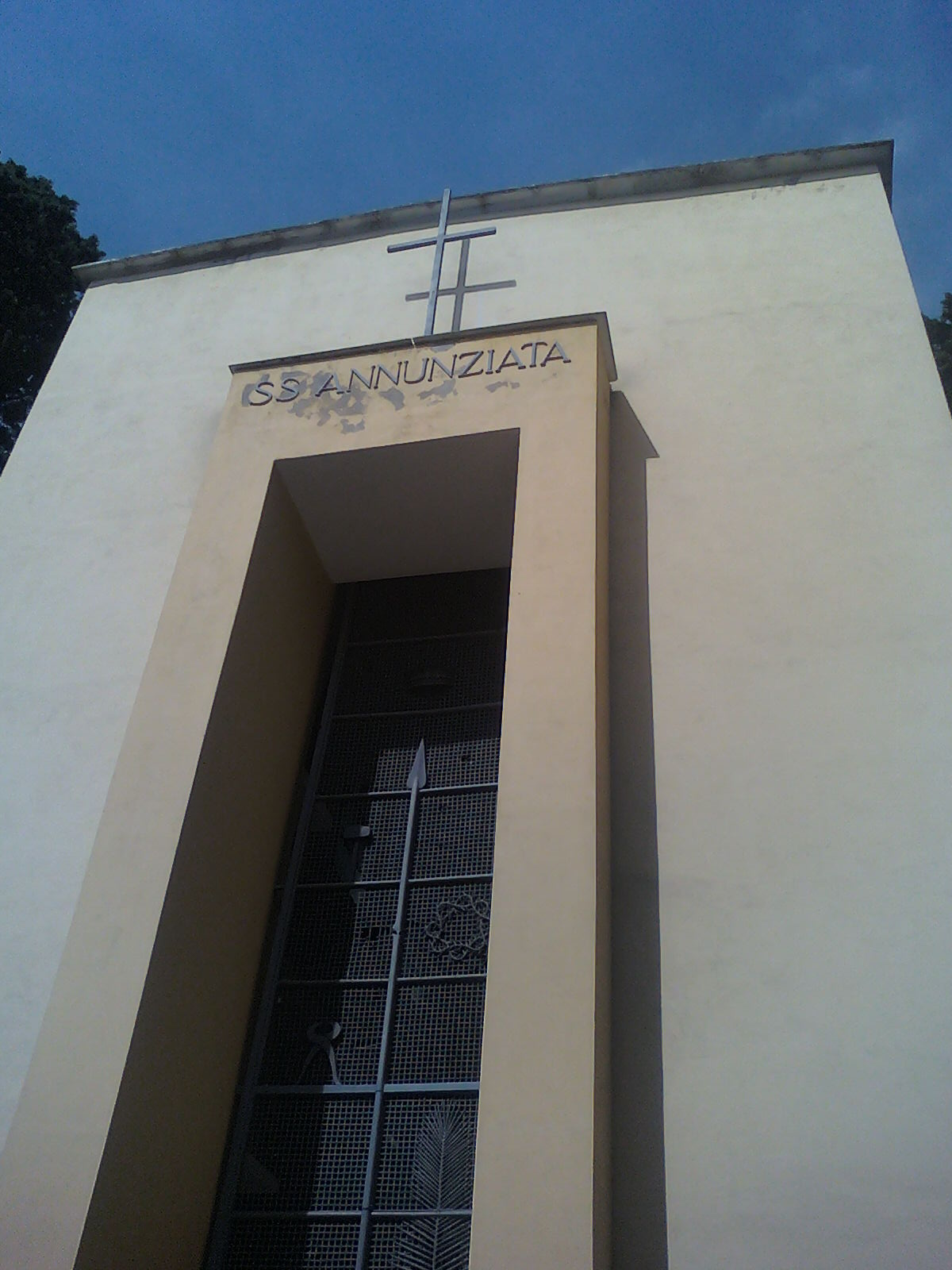
La cappella della Santissima Annunziata